# Čeľovce
Čeľovce este o comună slovacă, aflată în districtul Trebišov din regiunea Košice. Localitatea se află la altitudinea de 142 m deasupra n.m., se întinde pe o suprafață de 13,27 km2 și în 2017 număra 541 de locuitori.

## Istoric
Localitatea Čeľovce este atestată documentar din 1220.

## Demografie
| An:                | 1994 | 2004   | 2014   | 2024   |
| ------------------ | ---- | ------ | ------ | ------ |
| Număr de persoane: | 487  | 526    | 559    | 551    |
| Diferență:         |      | +8,00% | +6,27% | −1,43% |

| An:                | 2023 | 2024   |
| ------------------ | ---- | ------ |
| Număr de persoane: | 562  | 551    |
| Diferență:         |      | −1,95% |